# 父の魂
「父の魂」（ちちのたましい）は、貝塚ひろしによる日本の漫画。

## 概要
野球漫画。『少年ジャンプ』（集英社）で1968年1号（創刊号）より1971年44号まで連載され、同時期に同社のジャンプ・コミックスより全14巻が刊行された。この連載では主人公の乳児期から物語が始まり、高校野球チームのエースとして甲子園大会で優勝した直後までが描かれている。
その後『月刊少年ジャンプ』（同）でプロ野球編が連載され、この部分も包括した形でコミックス全17巻として若木書房より1975年から1977年にかけて刊行されている。現在は絶版となっており、EbooksJapan等では14巻までしか電子書籍化されていない。
物語自体はフィクションだが、川上哲治や長嶋茂雄、王貞治、金田正一といった実在の人物も登場する。

## 高校野球編までのあらすじ
作ったバットはどんなボールを打っても滅多に折れない南城丈太郎という優秀なバット職人の息子である隼人は、幼少時から丈太郎の仕事を通じて野球と関わりを持っていた。丈太郎の商売敵で後に父親のバット工場を乗っ取る東郷運動具会社の社長の息子であり、後々まで隼人とライバル関係になる東郷真樹との対決や、同級生たちとの交遊、また伯父の波原（故人）や丈太郎のバット職人の仕事から知己となった川上、長嶋、王、金田といった当時のプロ野球選手たちとの交流を経て、やがて近所の同級生の少女の父親である谷口（少女の兄が丈太郎の弟子（ノロ谷）となっている）が監督を務め真樹も在籍する地元の草野球チーム『百科ジテーンズ』に入る事となった。
時は流れ、中学の卒業間近になって、隼人は丈太郎にプロ野球選手を目指す事を告げたが、丈太郎は強硬に反対し、家業を継ぐ事を命じた。隼人は反発しつつも、当初は心理的なものだったが、その後悪化して心筋梗塞と診断され入院した父親に配慮し、迷った上でチームを退団する。一方、丈太郎は入院先の病院から抜け出して自宅に戻った時、隼人とその友人、そして南城家を心配する谷口たちの話し合いを玄関先で聞き、隼人が自分の作ったバットをプロ選手相手に叩き売りをしていた事を知った。それによって丈太郎は、隼人の心が野球にありバット職人にはない事を悟る。一旦病院に戻った丈太郎は、医者の制止を振り切って自宅の工場に戻り、一本のバットを作り上げると、そのバットに鑿で『父の魂』と彫り、隼人に「野球をやりたければ野球をやれ、だが今日の自分の姿を忘れるな」と言い残して絶命した。このバットは『魂のバット』と呼ばれる事になる。
翌年の正月。天涯孤独の身となった隼人は、見知らぬ大男に連れられて寺に行った。寺には隼人を含めて9人の中学3年生が集められていた。寺の住職で城之内と名乗る男から、高校野球の名門で真樹が通う中将学園高等部に進学し、そこで自分が理想とする「見せる野球」をやる事を提言された。その強引なやり方に佐野をはじめ一同は当初反発するが、甲子園大会という目的を示されて全員が同意。受験も合格して全員中将学園に進学した。途中で孤児である隼人の受験資格に真樹の母親がクレームを付けるという一幕があったが、丈太郎の弟子でその時織田デパートの重役になっていた羽柴秀松（デブ松）が登場して窮地を救う。その後羽柴は織田デパートを退職してバット職人に戻るが、婚約者だった社長の娘が押しかけて結婚したため織田社長の怒りを買い、後任の重役である明智とも確執が生じる。
隼人らは正規の野球部には入部せず、黒いユニフォームを来たチームとして中将学園高等部の正規の野球部に対戦を挑む。正規野球部の監督は椿という男で、『水流の型』を使いこなす空手の達人でもあった。試合はチームプレーの不安定さに付け入れられ、選手同士が試合中に殴り合いを始めてしまい、この試合は没収試合となってしまう。この事によってチームは一旦バラバラになりそうになるが、城之内の訓辞もあって再団結した。だが城之内はこの後隼人には空手と9人に野球以外のスポーツをやる事を指示した。隼人達はその意味を理解出来ないまま指示されたスポーツの訓練を始める。
一方、隼人たちの動きに不審を抱いた真樹は独自に調査を始め、隼人たちの背後にいる城之内という男が、実は正規の野球部の監督である椿では無いかと推理し、その考えを隼人と城之内に告げた。隼人は一笑に付したが、城之内はいつもかけているサングラスを外してその正体を見せる（この時点では読者には正体を見せていないものの、後に隼人がサングラスを奪って読者にも正体が椿である事を明らかにしている）。城之内が椿と同一人物であることを知ったものの、その意図が依然として分からなかった真樹は調査を続けた。そして中将学園高等部が、高校野球の名門として甲子園大会に15回も出場していながら、実は一度も優勝出来ず、準決勝への進出さえ一度きりという成績である事を知る。そしてその理由が徹底的に個人プレーを禁じてチームプレーを強いる方法にあるのではないかと思い至った真樹は、それが城之内（椿）の行動の理由だと考え、同じ理由で野球部及び中将学園を辞める事を考え始める。
その頃、城之内はかつて隼人が在籍していた草野球チームの監督である谷口をコーチに迎えてさらなる強化を図っていたが、城之内の正体が椿だと知った隼人は椿を信用できず、試合前日の練習にも来なかった。しかし当日朝になって真樹が隼人の家に出向き、隼人達のチームに今日の試合だけ入る事、そして自分も椿と同じく正規の野球部に愛想を尽かした事を告げた。それによって椿の真意を悟った隼人は急ぎ第二戦に出向いて投手として先発、バットを叩き折る剛速球で相手打者を打ち取っていった。相手が途中から使い始めた、丈太郎の作った南城印バットには敵わず、心理的効果も作用して隼人は5点を失うが、危機を知って駆けつけた羽柴が持ってきた魂のバットで自分を取り戻し、やがてチームメイトも奮起して様々な創意工夫による打撃で得点を重ね、代打の真樹の長打もあって逆転勝利した。椿は敗戦の責任を取ると言い残して野球部を去り、後任を谷口に託した。
谷口の考えにより、その年の地方予選は旧野球部で戦い敗退。翌年春から隼人たちを入部させてユニフォームも一新した。一方真樹は関西の烈風高校に転校し、そこで明智光成という選手と出会っていた。明智は羽柴の後任として織田デパートの重役になっていた明智光夫の弟であり、天才と狂気が同居する人物だった。真樹は光成を利用しようとしていたが、やがてその魂胆が光成に見抜かれている事を思い知る。隼人は椿の師でもある三休和尚のいる伊賀の寺に行き、そこで水流の型を体得したが、同じく三休の弟子である光成も体得し、しかもその過程で三休和尚が亡くなってしまう。遺恨を孕んだ2人は、甲子園で決着を付ける事を決める。
翌年、南城流水流投法を編み出した隼人は予選を勝ち進むも、その途中で羽柴の妻が難産で死亡。残された赤ん坊は秀人と名付けられた。やがて中将学園は甲子園大会に進出、順調に勝ち進む。しかし同じく大会に進出した烈風高校の明智は、予選で見せたという明智流水流打法の本来の打撃を見せないままであった。それでも真樹の活躍で烈風は勝ち進み、決勝戦は中将対烈風になった。
決勝戦で、隼人は明智に向かって南城流水流投法で勝負するが、手が滑って暴投となる。今まで打つ気配を見せなかった明智がこの暴投を明智流水流打法で打ち、隼人は愕然とする。だが試合が進むに連れて明智流水流打法が「悪球打ち」の打法であると気がつき、堂々の勝負として最後の打席でわざとコースを外した全力投球を行った。明智流水流打法は隼人の球を捉えたが、バットが折れて凡打となり試合は中将の勝ちとなった。ところがその折れたバットがネクストバッターズサークルで待機していた真樹の利き腕に刺さり、真樹はそのまま負傷退場。それと同時に兄が交通事故で死亡したという電報が明智の元に届き、明智は周囲もはばからずその場に泣き崩れた。全国大会を制した隼人だったが、真樹の怪我の様子から彼の野球生命が終わった事に気がつき、脆いバットが全ての喜びを消し去った事を悟った。そしてこれから自分が為す事は、父親の跡を継いで折れないバットを作る事だと考え、故郷の会津にある父親の墓の前で、魂のバットをかざして後を継ぐことを誓った。

### 補足事項
中将学園と烈風高校が決勝戦で戦ったのは1968年の第50回大会と設定されている。この時点では高校野球でも木製バットが使用されていたが、その6年後の1974年から金属バットが導入されている。詳細はバット (野球)#日本の高校野球を参照。